# UFF Fight Night: Blaydes vs. Aspinall
UFC Fight Night: Blaydes vs. Aspinall (também conhecido como UFC Fight Night 208 e UFC on ESPN+ 66) foi um evento de MMA produzido pelo Ultimate Fighting Championship em 23 de julho de 2022 na O2 Arena em Londres.

## Background
Uma luta no peso pesado entre Curtis Blaydes e Tom Aspinall é esperada para servir como luta principal da noite.

## Resultados
1. ↑  Mike Bohn (30 de abril de 2022). «Curtis Blaydes vs. Tom Aspinall slated for UFC London main event on July 23». mmajunkie.usatoday.com. Consultado em 30 de abril de 2022
2. ↑  Tapology https://www.tapology.com/fightcenter/events/88711-ufc-fight-night. Consultado em 23 de julho de 2022 Em falta ou vazio |título= (ajuda)